# Hallvard Vebjørnsson
Hallvard Vebjørnsson eller Sankt Hallvard (ca. 1020 - 15. maj 1043) er skytshelgen for Norges hovedstad Oslo og er gengivet i Oslos byvåben. 
Vebjørnsson er genkendelig på alle billeder af ham som helgen med en møllesten i hånden. Han blev begravet i Skt. Hallvard Domkirke i Oslo.
Hallvard Vebjørnsson fra herregården Huseby i Lier blev født omkring 1020. Hans mor var kusine til Olav den Hellige, og Hallvard var kristen siden barndommen. Hallvard Vebjørnsson har været dyrket som en helgen i det sydøstlige Norge og det vestlige Sverige. Også i dag findes mange navne og stednavne, der henviser til ham.

## Legenden
Legenden om Sankt Hallvard begyndte en morgen i maj 1043, da den unge Hallvard ville tage sig over Drammensfjorden i båd. 
Her bad en kvinde, formentlig en gravid træl, om hjælp. 
Hun var på flugt fra to, muligvis tre mænd, som anklagede hende for tyveri og hun frygtede for sit liv. 
Kvinden var villig til at bære en jernbyrd som bevis for, at hun talte sandt. 
Hallvard troede på hendes uskyld og tog hende ombord i båden. Men forfølgerne fik fat i dem og anklagede Hallvard for at hjælpe en tyv og løgner. 
Hallvard forsvarede kvinden. Dette udløste raseri fra hans forfølgere. En af mændene tog sin bue og skød Hallvard i halsen, hvorefter de slog kvinden ihjel og roede tilbage til stranden med ligene. Liget af kvinden blev begravet i bredden af fjorden. 
De bandt en møllesten om halsen på liget af Hallvard og sænkedede det i fjorden, men liget flød op til overfladen, med møllestenen fastgjort omkring nakken .
Folket tog det som et tegn på, at han var en helgen.
Halvard blev senere begravet på Skt. Olafs kapel i Huseby. Det siges, at et himmelsk lys skinnede over graven og på stranden brød en hellig kilde frem. 
Efter begravelsen forekom flere mirakler ved Hallvards grav. Han blev betragtet som martyr i det sydøstlige Norge, fordi han døde, mens han forsvarede den uskyldige kvinde. År 1053 var Halvards lig flyttet til Mariakirken i Oslo.
Senere blev helligdommen flyttede til Skt. Halvard Domkirke - Oslos første katedral. 
I flere hundrede år var domkirken, hvor relekvierne blev opbevaret, et valfartssted .

## Hallvardsmesse
Hallvardsmesse eller hallvardsok (Latin: Festum Halvardi martyris), den 15. maj, var i katolsk tid messedag i hele Norden.